# Japonské moře
Japonské moře (japonsky 日本海, rusky Японское море) nebo Východní moře (korejsky 동해; 東海), Východní korejské moře (korejsky 조선동해; 朝鮮東海) je okrajové moře západního Tichého oceánu.

## Geografie
Japonské moře je na východě ohraničeno japonskými ostrovy Hokkaidó, Honšú a Kjúšú a ruským ostrovem Sachalin a na západě Korejským poloostrovem a pevninským Ruskem. Na jihozápadě je spojeno Korejským průlivem s Východočínským mořem a na severu Tatarským průlivem a La Pérousovým průlivem s Ochotským mořem. Na východě je mezi japonskými ostrovy spojeno Cugarským a Šimonoseckým průlivem s Tichým oceánem.
- Největší hloubka: 3 742 metrů
- Průměrná hloubka: 1 752 metrů
- Rozloha: 978 000 km²

## Spor o název
Japonsko a Korea spolu vedou spor o mezinárodní název tohoto moře. Japonsko prosazuje název Japonské moře (Sea of Japan; 日本海; 	Nihon-kai), Severní Korea Východní korejské moře (East Sea of Korea; 조선동해; 朝鮮東海; Chosŏn Tonghae) a Jižní Korea Východní moře (East Sea; 동해; 東海; Donghae).
Současné standardní mezinárodní označení (Japonské moře) bylo přijato Mezinárodním hydrografickým úřadem (International Hydrographic Bureau) v roce 1919, kdy byla Korea pod japonskou koloniální nadvládou.